# Unnanrör
Unnanör var en av fyra kungsladugårdar på nuvarande Ladugårdsgärdet i Stockholm. Den låg sannolikt någonstans norr om det som idag är Djurgårdsbrunnskanalen.
Idag går Unnarörsvägen strax nordväst om Laduviken, mellan Fiskartorpsvägen och Stora Skuggans väg.